# Jack Hobbs (Cricketspieler)
Sir John Berry Hobbs (Spitzname: „The Master“) (* 16. Dezember 1882 in Cambridge; † 21. Dezember 1963 in Hove, East Sussex), besser bekannt als Jack Hobbs, war ein englischer Cricketspieler. Im Jahr 2000 wurde er von einer Jury des Wisden Cricketers’ Almanack zu einem der fünf besten Cricketspieler des 20. Jahrhunderts gewählt.

## Karriere
Jack Hobbs, Sohn von John Cooper Hobbs und Florence Mathilda Berry, nahm zwischen 1905 und 1934 an 834 First-Class Cricket Begegnungen teil, bei denen er insgesamt 61.760 Runs (50.7 Runs pro Wicket) und insgesamt 197 centuries (mindestens 100 Runs) erzielte. Die meisten Begegnungen im First-Class Cricket absolvierte Hobbs für den Surrey County Cricket Club. Bis heute hat kein anderer Spieler mehr Runs für Surrey erzielt, als Hobbs (43554). Während seiner Karriere bestritt er für England insgesamt 61 Begegnungen im Test Cricket. Seinen ersten Einsatz bei einem Test hatte Hobbs im Januar 1908 gegen Australien in Melbourne. Seinen letzten Test bestritt er im August 1930 in London, ebenfalls gegen Australien. Bei seinen 61 Testeinsätzen erzielte Jack Hobbs insgesamt 5410 Runs (56.94 Runs pro Wicket). Damit ist er einer von nur acht englischen Spielern, die im Test Cricket mehr als 50 Runs pro Wicket im Durchschnitt erzielten. Den Höhepunkt seiner Leistungsstärke erreichte er, als er schon deutlich älter als 40 war. Die Hälfte seiner Centuries (mindestens 100 Runs) erzielte Hobbs nach seinem 40. Lebensjahr. 1929 erzielte er noch im Alter von 46 Jahren einen Test Century. Damit ist er bis heute der älteste Spieler, dem dies gelang.

## Ehrungen
Zwei Mal wurde Jack Hobbs zu einem der fünf Wisden Cricketers of the Year gewählt (1909 und 1926). 1926 wurde er sogar als einziger Spieler zum Wisden Cricketers of the Year gewählt. Er ist bis heute neben W. G. Grace, John Wisden und Plum Warner einer von nur vier Spielern, denen diese Ehre zuteilwurde. Außerdem ist er neben Plum Warner der einzige Spieler, der zwei Mal gewählt wurde. John Berry Hobbs wurde 1953 für seine Verdienste um den Cricketsport zum Ritter geschlagen. Am 23. August 2009 wurde Jack Hobbs in die ICC Cricket Hall of Fame aufgenommen.